# 片原町站 (富山縣)
片原町站（日语：／ Kataharamachi teiryūjō */?）是位於富山縣高岡市片原町，萬葉線的電車站。
車站鄰近重要傳統的建造物群保存地區之一山町筋，副站名為山町筋入口。

## 電車站構造
電車站是地面車站，建設在共用行車道上，設有2面2線的相對式月台。電車站設有安全島，沒有上蓋。此站設有交會設備，可進行列車交會。

## 歷史
- 1948年4月10日：富山地方鐵道地鐵高岡（現時：高岡站）至伏木港之間開通，此站啟用。
- 1959年4月1日：轉讓路線給加越能鐵道。
- 2002年4月1日：轉讓路線給萬葉線[3]。
- 2005年11月1日：設定副站名。
- 2024年9月28日：可使用ICOCA及全國通用IC卡付款[4]。

## 使用人數
本站的使用人數如下：
| 1日上落車人次 | 1日上落車人次 |
| 年度          | 1日平均人次   |
| ------------- | ------------- |
| 2011          | 130           |
| 2012          | 138           |
| 2013          | 139           |
| 2014          | 139           |
| 2015          | 131           |
| 2016          | 127           |
| 2017          | 139           |
| 2018          | 134           |
| 2019          | 69            |
| 2020          | 43            |
| 2021          | 48            |
| 2022          | 111           |

## 相鄰電車站
萬葉線
■萬葉線（高岡軌道綫）
末廣町－片原町－坂下町